# یواس‌اس انترپرایز (۱۸۳۱)
یواس‌اس انترپرایز (۱۸۳۱) (به انگلیسی: USS Enterprise (1831)) یک کشتی بود که طول آن ۸۸ فوت (۲۷ متر) بود. این کشتی در سال ۱۸۳۱ ساخته شد.